# Караганский
Караганский — посёлок в Кваркенском районе Оренбургской области. Входит в состав Новооренбургского сельсовета.

## История
В 1966 г. Указом Президиума ВС РСФСР поселок отделения № 5 совхоза «Кульминский» переименован в Караганский.

## Население
| 2010 |
| ---- |
| 92   |